# Theodor Steinbüchel
Theodor Martin Wilhelm Steinbüchel (Colônia, 15 de junho de 1888 — Tübingen, 11 de fevereiro de 1949) foi um importante teólogo moral católico e especialista em ética social .

## Biografia
Depois de se formar no ensino médio em Colônia, estudou, entre 1908 e 1912, filosofia, teologia católica e economia na Universidade de Bonn e na Universidade de Estrasburgo. Obteve o doutorado com uma dissertação intitulada como: "Der Zweckgedanke in der Philosophie des Thomas von Aquin" (O pensamento de propósito na filosofia de Tomás de Aquino).
Em 1913, foi ordenado como sacerdote em Colônia, depois que trabalhou como capelão em Düsseldorf e em Oberkassel até 1920.
Em 1920, obteve um doutorado em teologia por meio da dissertação intitulada como: "Der Sozialismus als sittliche Idee. Mit besonderer Berücksichtigung seiner Beziehungen zur christlichen Ethik" (Socialismo como uma ideia moral. Com especial consideração de sua relação com a ética cristã) sob a orientação de Fritz Tillmann.
Em 1922, obteve a habilitação para o ensino de teologia por meio da tese intitulada como: "Die Wirtschaft in ihrem Verhältnis zum sittlichen Werte – Ein Beitrag zur ethischen Werttheorie vom Standpunkt christlicher Ethik" (A economia em sua relação com os valores morais - Uma contribuição para a teoria dos valores éticos do ponto de vista da ética cristã).
Até 1926, foi Privatdozent na Universidade de Bonn.
A partir de 1924, deu aulas na Universidade de Frankfurt.
Em 1926, foi nomeado professor de filosofia na Universidade de Giessen.
Entre 1935 e 1939 (atividade interrompida devido ao fechamento da faculdade de teologia católica pelas autoridades nazistas), trabalhou como professor de teologia moral na Universidade de Munique.
Entre 1941 e 1949, foi professor de teologia moral na Universidade de Tübingen, sendo, entre 1946 e 1948 também reitor naquela instituição.
Bernhard Häring, foi um de seus orientados mais conhecidos.

## Contribuições para a Teologia
A partir do estudo de obras de Tomás de Aquino, Immanuel Kant e Karl Marx. trabalhou para construir pontes entre o cristianismo e o socialismo, trazendo ideias inovadoras para a compreensão da ética cristã, sendo um dos precursores da aproximação entre a Igreja Católica e o movimento ecumênico e de teses aprovadas no Concílio Vaticano II, de teses que seriam defendidas por Johann Baptist Metz pela teologia da libertação latino-americana.

## Obras
- Der Zweckgedanke in der Philosophie des Thomas von Aquino. Nach den Quellen dargestellt (Beiträge zur Geschichte der Philosophie des Mittelalters. Texte und Untersuchungen, hrsg. von Clemens Baeumker, 11/1), Aschendorff, Münster 1912 - (O conceito de propósito na filosofia de Tomás de Aquino. Representado de acordo com as fontes - contribuições para a história da filosofia da Idade Média. Textos e investigações)
- Der Sozialismus als sittliche Idee. Ein Beitrag zur christlichen Sozialethik (Abhandlungen aus Ethik und Moral 1), Schwann, Düsseldorf 1921 - (O socialismo como ideia moral. Uma contribuição para a ética social cristã - ensaios de ética e moral 1)
- Immanuel Kant. Band 1: Einführung in seine Welt und den Sinn seiner Philosophie. Band 2: Der Aufbau seiner Welt. (Religiöse Quellenschriften 78/79), Schwann, Düsseldorf 1931 - (Immanuel Kant, Vol. 1: Introdução a seu mundo e o significado de sua filosofia. Vol. 2: Construindo seu mundo - Fontes religiosas 78/79)
- Das Grundproblem der Hegelschen Philosophie. Darstellung und Würdigung. Band 1: Die Entdeckung des Geistes. Hanstein, Bonn 1933 - (O problema básico da filosofia hegeliana. Apresentação e apreciação. Vol. 1: A descoberta da mente)
- (Hrsg.): Das Bild vom Menschen. Beiträge zur theologischen und philosophischen Anthropologie (FS Fritz Tillmann), Schwann, Düsseldorf 1934 (em co-autoria com Theodor Müncker) - (A imagem do homem. Contribuições para a antropologia teológica e filosófica)
- (Hrsg.): Die Philosophie – ihre Geschichte und ihre Systematik. 8 Abteilungen, Bonn 1934ff - ((Ed.): A filosofia - sua história e sua sistemática. 8 departamentos, Bonn 1934ff)
- Christliches Mittelalter. Hegner, Leipzig 1935 - (Idade Média cristã)
- Der Umbruch des Denkens. Die Frage nach der christlichen Existenz erläutert an Ferdinand Ebners Menschdeutung. Pustet, Ratisbona 1936 - (A revolução no pensamento. A questão da existência cristã é explicada pela interpretação do homem por Ferdinand Ebner.)
- Die philosophische Grundlegung der katholischen Sittenlehre. 2 Halbbände (Handbuch der katholischen Sittenlehre 1, org. von Fritz Tillmann), Schwann, Düsseldorf 1938 - (O fundamento filosófico do ensino moral católico)
- Friedrich Nietzsche. Eine christliche Besinnung (Der Deutschenspiegel 10), Deutsche Verlagsanstalt, Estugarda 1946 - (Friedrich Nietzsche. Uma reflexão cristã
- Europa als Verbundenheit im Geist. Discurso de posse como reitor na Universidade de Tubinga (Universidade de Tubinga 36), Mohr, Tubinga 1946 - (A Europa como unidade de espírito). (Universidade de Tübingen 36), Mohr, Tübingen 1946)
- F. M. Dostojewski. Sein Bild vom Menschen und vom Christen. Fünf Vorträge. Schwann, Düsseldorf 1947 - (FM Dostoiévski. Sua imagem do homem e do cristão. Cinco palestras. Schwann, Düsseldorf 1947)
- Ehrfurcht. Mittelbach, Estugarda 1947 - (Temor)
- (Hrsg.): Romantik. Ein Zyklus Tübinger Vorlesungen. Rainer Wunderlich Verlag, Tübingen und Estugarda 1948 - (Romantismo. Um ciclo de palestras Tubinga - org.)
- Existenzialismus und christliches Ethos. Verlag des Borromäus-Vereins, Bonn und Kerle, Heidelberg 1948 - (Existencialismo e Ethos Cristão)
- Vom Sinn der Caritas. Predigt am Caritas-Sonntag in Tubinga. Tubinga 1948. - (Sobre o significado da Caritas. Sermão na Caritas no domingo em Tubinga)
- Christliche Lebenshaltungen in der Krisis der Zeit und des Menschen. Knecht, Frankfurt/M. 1949 - (Atitudes cristãs diante da vida na crise do tempo e do homem)
- Mensch und Wirklichkeit in Philosophie und Dichtung des 20. Jahrhunderts. Knecht, Frankfurt/M. 1949 - (Homem e realidade na filosofia e poesia do século XX)
- Annette_von_Droste-Hülshoff nach hundert Jahren. Zur Erinnerung an ihren hundertsten Todestag 24. Mai 1948. Knecht, Frankfurt/M. 1950 - (Annette von Droste-Hülshoff depois de cem anos. Em memória do centésimo aniversário de sua morte em 24 de maio de 1948)
- Sozialismus (Gesammelte Aufsätze zur Geistesgeschichte 1, org. por Alfons Auer), Mohr, Tubinga 1950. - (Socialismo - coletânea de ensaios sobre história intelectual)
- (Org.): Aus Theologie und Philosophie (FS Fritz Tillmann), Patmos, Düsseldorf 1950 (em co-autoria com Theodor Müncker) - Da Teologia e Filosofia (FS Fritz Tillmann).
- Die Abstammung des Menschen. Theorie und Theologie. Knecht, Frankfurt/M. 1951 - (A descida do homem. Teoria e teologia)
- Große Gestalten des Abendlandes. Bild und Beispiel christlicher Verwirklichung. Paulinus, Tréveris 1951 - (Grandes figuras do Ocidente. Imagem e exemplo de realização cristã. Paulinus, Trier 1951)
- Religion und Moral im Lichte personaler christlicher Existenz. Knecht, Frankfurt/M. 1951 - (Religião e moralidade à luz da existência cristã pessoal.)
- Vom Menschenbild des christlichen Mittelalters (Libelli 1), Wissenschaftliche Buchgesellschaft, Tubinga 1951 - (Sobre a imagem do homem na Idade Média cristã)
- Zerfall des christlichen Ethos im XIX. Jahrhundert. Knecht, Frankfurt/M. 1951 - (Desintegração do ethos cristão no século XIX Século).
- Mensch und Gott in Frömmigkeit und Ethos der deutschen Mystik. Siebzehn Vorlesungen aus dem Nachlaß org. por Anton Steinbüchel, Patmos, Düsseldorf 1952 - (Homem e Deus na piedade e no ethos do misticismo alemão)
- Europa als Idee und geistige Verwirklichung. Das Schicksal des Abendlandes –  - mostrado nos eventos em torno da Catedral de Colônia como um símbolo. Wort und Werk, Köln o. J. [1953] - (A Europa como ideia e realização espiritual. O destino do Ocidente)

## Obras sobre Theodor Steinbüchel
- Rupert Grill: Wegbereiter einer erneuerten Moraltheologie. Impulse aus der deutschen Moraltheologie zwischen 1900 und dem II. Vatikanischen Konzil (StThE 122). Fribourg/Freiburg/Viena 2008. - (Rupert Grill: Pioneiro de uma teologia moral renovada. Impulsos da teologia moral alemã entre 1900 e o Concílio Vaticano II
- Wolfdietrich von Kloeden: Steinbüchel, Theodor. In: Biographisch-Bibliographisches Kirchenlexikon (BBKL). Band 15, Bautz, Herzberg 1999.
- Andreas Lienkamp: Theodor Steinbüchels Sozialismusrezeption. Eine christlich-sozialethische Relecture. Schöningh, Paderborn [u. a.] 2000 (darin: vollständige Bibliographie mit 225 Titeln sowie umfangreiches Verzeichnis der Sekundärliteratur). - (A recepção do socialismo por Theodor Steinbüchel . Uma Releitura Cristã-Social-Ética)
- Andreas Lienkamp: Steinbüchel, Theodor, in: Neue Deutsche Biographie, für die Historische Kommission bei der Bayerischen Akademie der Wissenschaften hrsg. von Hans Günter Hockerts, Bd. 25, Duncker & Humblot, Berlin 2013, S. 170–171
- Paul Reher-Baumeister: Existenzialismus und Personalismus in der Philosophie Theodor Steinbüchels. Dissertation. Münster 1955. - (Existencialismo e personalismo na filosofia de Theodor Steinbüchel. Dissertação)